# Abbaye d'Unterliezheim
L’abbaye d'Unterliezheim est une ancienne abbaye bénédictine à Unterliezheim.

## Histoire
Le couvent bénédictin de Liedesheim est fondé en 1026, un peu avant le monastère, par le comte Adalbert et son épouse Judita (Juta ou Gutta) qui les confie à l'évêque Bruno d'Augsbourg. Les noms de famille héréditaires n'étant pas encore utilisés à l'époque, le document n'indique pas à quelle dynastie appartenait le couple noble. Une tradition ultérieure établit la fondation du monastère en 1152 et la comtesse Guta von Werdenberg (de) comme fondatrice, qui devait être l'épouse du comte Adalbert von Dillingen (de), qui n'est pas documentée pour cette première période. Il ne fait aucun doute que les fondateurs du monastère d'Unterliezheim se trouvent parmi les comtes de Dillingen, dans le comté dans lequel il était situé. En revanche, il n'est pas certain que la comtesse Judita (Juta ou Gutta) appartienne à la famille von Werdenberg, d'autant plus que cela est mentionné pour la première fois en 1228. Après la mort du comte Hugo II de Montfort, son fils cadet se fait appeler Rudolf von Werdenberg.
Dissout pendant la Réforme en 1542, une partie de l'ancienne propriété abbatiale est cédée à l'abbaye Saint-Ulrich-et-Sainte-Afre d'Augsbourg en 1632 sous le nom de Hofmark Unterliezheim, qui y construisit un expositure (plus tard un prieuré). Le prévôt Cölestin Mayer, qui deviendra l'abbé impérial de Saint-Ulrich-et-Sainte-Afre d'Augsbourg (1735–1753), fait reconstruire l'église abbatiale en 1740 à ses propres frais. L' intérieur est conservé dans le style Rococo. Une piéta du XVe siècle se trouve dans l'autel sud. Lors de la sécularisation de 1803, le prieuré est dissous. L'église Saint-Léonard devient une église paroissiale.
Un festival des roses a lieu dans l'abbaye d'Unterliezheim depuis 1996, il attire de nombreux visiteurs. En 2010, lors du festival des roses, une nouvelle rose porte le nom de la fondatrice présumé du monastère : la comtesse Gutta.